# Alex Lee Inc.
Alex Lee, Inc. er en amerikansk dagligvarekoncern, der er baseret i Hickory, North Carolina. Alex Lee ejer supermarkedskæden Lowes Foods og dagligvaregrossisten Merchants Distributors, Inc., som leverer til over 600 lokale butikker.